# Pliopithecus
Pliopithecus ist eine fossile Gattung der Primaten aus dem Miozän. Sie existierte vor etwa 17 bis 11 Millionen Jahren. Die Arten der Gattung waren – den bisherigen Funden zufolge – in Europa und Asien weit verbreitet, nicht jedoch in Afrika. Pliopithecus gilt – wie Laccopithecus – als möglicher Vorfahre der heutigen Gibbons.

## Namensgebung
Pliopithecus ist ein Kunstwort. „Plio“ verweist auf das Pliozän, einen Abschnitt der Erdgeschichte, aus dem die 1849 für die Erstbeschreibung herangezogenen fossilen Knochen zu stammen schienen. Die zweite Hälfte des Gattungsnamens ist abgeleitet von dem griechischen Wort πίθηκος (altgriechisch ausgesprochen píthēkos: „Affe“). Pliopithecus bedeutet demnach „pliozäner Affe“.

## Merkmale
Pliopithecus wurde nur etwa 20 bis 40 cm groß. Sein Aussehen dürfte an einen modernen Gibbon erinnert haben, obwohl seine Arme nicht so extrem lang waren wie bei den modernen Vertretern. Die Nahrung dieser Primaten war rein vegetarisch, sie ernährten sich von Blättern und Früchten.

## Funde
Erste Funde der Gattung wurden 1837 von Édouard Lartet bei Sansan (Frankreich) entdeckt und 1851 von ihm – gemeinsam mit zahlreichen anderen seiner Funde – publiziert. In den folgenden Jahren und bis in jüngste Zeit wurden zahlreiche weitere Fossilienfunde der Gattung zugeschrieben und als gesonderte Arten benannt, zumeist jeweils auf der Grundlage von wenigen erhaltenen Fragmenten.
Beispielsweise wurde die Art Pliopithecus lockeri beschrieben anhand des Fragments eines linken Unterkiefers, der in Österreich zutage kam; Pliopithecus piveteaui stammt aus Frankreich und wurde beschrieben anhand eines Unterkiefers mit zwei erhaltenen Backenzähnen und zehn einzeln gefundenen Zähnen; Pliopithecus hernyaki wurde beschrieben anhand eines Unterkiefers mit drei erhaltenen Zähnen, die in Rudabánya (Ungarn) entdeckt wurden; Pliopithecus krishnaii wurde anhand eines einzelnen Backenzahns beschrieben, der in Indien entdeckt worden war; vergleichsweise gut belegt ist demgegenüber Pliopithecus vindobonensis, dessen Fossilien in den 1950er-Jahren in der Tschechoslowakei entdeckt wurden: neben Fragmenten von Ober- und Unterkiefer sowie einzelnen Zähnen sind auch Schädelknochen und Knochen aus dem Bereich unterhalb des Schädels erhalten geblieben.
Morphologische Ähnlichkeiten mit Pliopithecus antiquus weisen Lomorupithecus harrisoni und Laccopithecus robustus auf.

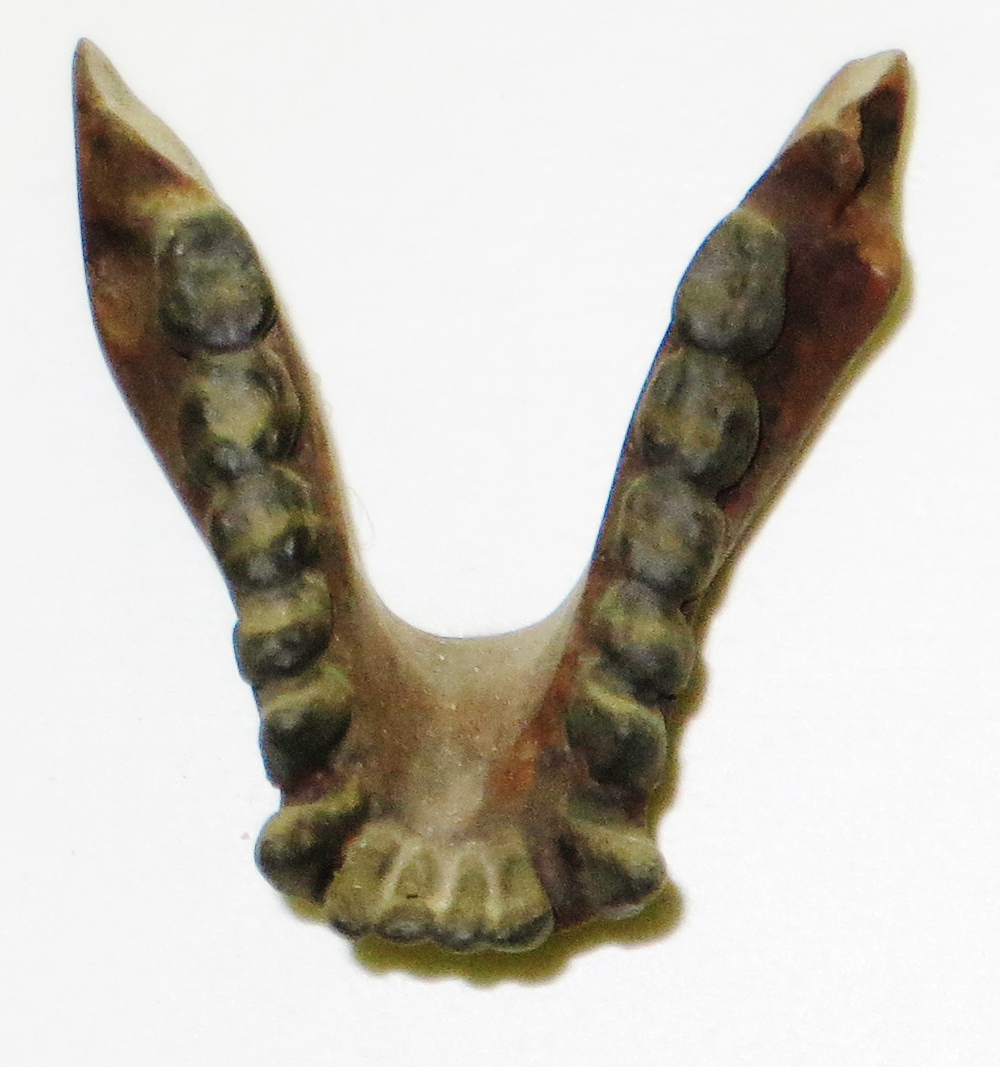
Unterkiefer von Pliopithecus antiquus

## Belege
1. ↑  Paul Gervais: Zoologie et paléontologie françaises (animaux vertébrés): ou nouvelles recherches sur les animaux vivants et fossiles de la France. Band 1, S. 5. Arthus-Bertrand, Paris 1849. Online
2. ↑  Johannes Hürzeler: Contribution à l'odontologie et à la phylogénèse du genre Pliopithecus Gervais. In: Annales de Paléontologie. Band 40, 1954, S. 5–63
3. ↑  Pliopithecus vindobonensis wird auch als Epipliopithecus vindobonensis bezeichnet.
4. ↑  David M. Alba et al.: A new species of Pliopithecus Gervais, 1849 (Primates: Pliopithecidae) from the Middle Miocene (MN8) of Abocador de Can Mata (els Hostalets de Pierola, Catalonia, Spain). In: American Journal of Physical Anthropology. Band 141, Nr. 1, 2010, S. 52–75, doi:10.1002/ajpa.21114
 Discovery of a primate more than 11 million years old. Auf: eurekalert.org vom 21. April 2010
5. ↑  David R. Begun: The Pliopithecoide. In: Walter Carl Hartwig (Hrsg.): The Primate Fossil Record. Cambridge University Press, Cambridge (UK) 2002, S. 224–230, ISBN 0-521-66315-6, Volltext
6. ↑  Édouard Armand Lartet: Notice sur la colline de Sansan, suivie d'une récapitulation des diverses espèces d'animaux vertébrés fossiles, trouvés soit à Sansan, soit dans d'autres gisements du terrain tertiaire du miocène dans le bassin sous-pyrénéen. J. A. Portes, Auch 1851, Online
7. ↑  Rukang Wu und Yuerong Pan: The Hylobatidae from the late Miocene of Lufeng, Yunan. In: Acta Anthropologica Sinica. Band 3, Nr. 3, 1984, S. 185–194, Volltext mit Verweisen auf die Erstbeschreibungen der Arten